# پریش سنت پیتر (آنتیگوا و باربودا)
پریش سنت پیتر (به لاتین: Saint Peter Parish) یک منطقهٔ مسکونی در آنتیگوآ و باربودا است که در آنتیگوآ و باربودا واقع شده‌است. پریش سنت پیتر ۵٬۳۲۵ نفر جمعیت دارد.